# Nuevo Resplandor
Nuevo Resplandor es una localidad del estado mexicano de Chiapas. Es parte del municipio de La Concordia.

## Demografía
| Gráfica de evolución demográfica |
|                                  |

| Censo | Población |
| ----- | --------- |
| 1990  | 691       |
| 2000  | 784       |
| 2010  | 927       |
| 2020  | 1 105     |